# Bukovnica
Bukovnica este o localitate din comuna Moravske Toplice, Slovenia, cu o populație de 48 de locuitori.